# Józef Hammer-Baczewski
Józef Hammer ps. „Józef Baczewski”, „Henryk Szwaycer”, „Lech”, „Wujek” (zm. 1 sierpnia 1942) – kolaborant III Rzeszy, twórca organizacji udającej komórkę wywiadowczą rządu londyńskiego.

## Życiorys
Data i miejsce urodzenia Hammera oraz inne szczegóły pochodzenia nie są znane. Wg Kazimierza Leskiego Józef Hammer urodził się w rodzinie żydowskiej.
Hammer już podczas I wojny światowej był agentem niemieckim. W okresie II wojny światowej początkowo prowadził próby rozpracowania Komendy Głównej ZWZ, mocno interesował się osobą gen. Stefana Roweckiego Grota. Najbardziej znany jest z późniejszej działalności. Hammer zorganizował z inspiracji Gestapo i Abwehry komórkę Nadwywiadu, która według jej legendy miała powstać jako ściśle zakonspirowana i powołana do kontroli nad polskim podziemiem. Hammer posługiwał się sfałszowanym pełnomocnictwem wystawionym rzekomo przez Władysława Sikorskiego i stopniem pułkownika. W 1942 roku Hammer skupił się na infiltracji komórek wywiadowczych AK odpowiedzialnych za kontakt z więźniami Pawiaka. Efektem jego działań było poznanie przez Niemców kanałów komunikacji oraz pracowników więzienia związanych z konspiracją. Jego działalność skutkowała serią aresztowań wśród tych osób wiosną 1942 roku.
Rozpracowany, skazany przez sąd podziemny na śmierć. Wykonanie wyroku powierzono zespołowi ppor. Leszka Kowalewskiego („Tomaszowi”, „Twardemu”). Wyrok wykonano 1 sierpnia 1942 roku na ul. Tamka. Hammera postrzelono, zmarł po przewiezieniu do szpitala. Jego następcą w Nadwywiadzie został Edward Zajączkowski, którego stracono wyrokiem sądu podziemnego już 13 września. AK przewerbowała większość nieświadomych pracy na rzecz okupanta polskich członków organizacji.